# Gestalkt
Gestalkt is een Nederlands televisieprogramma dat sinds 2014 uitgezonden werd door SBS6. De oorspronkelijke presentatie van het programma was in handen van Alberto Stegeman. In 2016 werd hij vervangen door Thijs Zeeman. Die op zijn beurt de presentatie in 2021 door gaf aan Olcay Gulsen.
Tijdens de seizoenen in de periode van 2016 tot en met 2020 werd presentator Zeeman tijdens de zaken bijgestaan door privédetective Nico van den Dries.

## Format
In het programma helpt de presentator iemand die het slachtoffer is van stalking. De presentator probeert met een onderzoeksteam te achterhalen wie de stalker is; in sommige afleveringen is de stalker al bekend. Daarnaast laten ze in de periode van opnamen verborgen camera's in en rond het huis ophangen om zo beeldmateriaal als bewijs te verzamelen. In de meeste gevallen worden ook alle online- en telefonische gesprekken opgenomen en bewaard als bewijs. Ook voicemail-berichten, e-mails en Whatsapp-gesprekken worden gebruikt als bewijs.
Wanneer de presentator voldoende bewijs heeft verzameld gaat hij de stalker opzoeken om hem of haar te confronteren. In sommige extreme gevallen doet de presentator dit in samenwerking met de politie die de dader gelijk arresteert en meeneemt naar het politiebureau. Twee weken daarna komt de presentator opnieuw langs bij het slachtoffer om te vragen hoe het met hem/haar gaat en of het stalken is gestopt.

## Trivia
- Zeeman stopte als presentator omdat hij de overstap maakte naar RTL. Sinds 2020 presenteert hij bij RTL 5 een soortgelijk programma onder de titel Zeeman confronteert: stalkers.[4]